# Zoran Pingel
Zoran Pingel (* 17. März 1999 in Hamburg) ist ein deutscher Schauspieler.

## Leben
Zoran Pingel besuchte die Stadtteilschule Niendorf und machte 2015 seinen Schulabschluss. Von 2019 bis 2022 absolvierte er sein Schauspielstudium an der Filmuniversität Babelsberg Konrad Wolf.
Sein Fernsehdebüt gab Pingel 2015 im Kieler Tatort: Borowski und die Kinder von Gaarden. Außerdem war er 2017 in dem Kinofilm Die Pfefferkörner und der Fluch des Schwarzen Königs zu sehen. In dem Tatort: Böser Boden spielte er die Rolle des Younes Naderi.

## Filmografie
- 2015: Tatort – Borowski und die Kinder von Gaarden (Fernsehfilm)
- 2015: Die Pfefferkörner (Fernsehserie)
- 2015: Mein Sohn, der Klugscheißer (Fernsehfilm)
- 2015: Anderst schön (Fernsehfilm)
- 2016: Die Pfefferkörner und der Fluch des Schwarzen Königs (Kinofilm)
- 2016: Tatort Oldenburg (Fernsehfilm)
- 2017: Alarm für Cobra 11 (Fernsehserie, Folge Unter Brüdern)
- 2018: Morden im Norden (Fernsehserie, Folge Tödliche Mitschuld)
- 2018: Bella Block: Am Abgrund (Fernsehfilm)
- 2019: Dogs of Berlin (Netflix-Serie)
- 2020, 2022: Sløborn (Fernsehserie, 13 Folgen)
- 2021: Kitz (Netflix-Serie)
- 2022: Karla, Rosalie und das Loch in der Wand (Fernsehfilm)
- 2022: Die Gänseprinzessin (Fernsehfilm)
- 2023: Der Greif (Fernsehserie)